# 10 Hudson Yards
10 Hudson Yards è un grattacielo ad uso per uffici inaugurato nel 2016 vicino Hell's Kitchen, Chelsea e la Stazione di Pennsylvania. L'edificio è stato costruito tra il 2012 e il 2016, arrivando ad un'altezza di 268 m con 52 piani, e durante la costruzione era noto come Tower C del progetto Hudson Yards, di cui è la prima costruita.